# Myrmica winterae
Myrmica winterae là một loài côn trùng thuộc họ Formicidae. Đây là loài đặc hữu của Thụy Sĩ.